# Каменка (Верховазький район)
Ка́менка (рос. Каменка) — селище у складі Верховазького району Вологодської області, Росія. Входить до складу Чушевицького сільського поселення.

## Населення
Населення — 474 особи (2010; 560 у 2002).
Національний склад (станом на 2002 рік):
- росіяни — 98 %